# Orlando Solar Bears (1994–2001)
Orlando Solar Bears byl profesionální americký klub ledního hokeje, který sídlil v Orlandu na Floridě. V letech 1995–2001 působil v profesionální soutěži International Hockey League. Solar Bears ve své poslední sezóně v IHL skončily ve finále play-off. Klub byl během své existence farmou Atlanty Thrashers. Své domácí zápasy odehrával v hale Amway Arena s kapacitou 15 948 diváků. Klubové barvy byly fialová, zelená, oranžová a bílá.
Jednalo se o vítěze Turner Cupu ze sezóny 2000/01.

## Úspěchy
- Vítěz Turner Cupu ( 1× )
  - 2000/01

## Přehled ligové účasti
Zdroj: 
- 1995–1996: International Hockey League (Centrální divize)
- 1996–1997: International Hockey League (Severní divize)
- 1997–1999: International Hockey League (Severovýchodní divize)
- 1999–2001: International Hockey League (Východní divize)